# Caroline Ansell
Pour les articles homonymes, voir Ansell.
Caroline Ansell, née le 24 avril 1971 à Eastbourne (Royaume-Uni), est une femme politique britannique. Membre du Parti conservateur, elle est députée de la circonscription d'Eastbourne de 2015 à 2017 et de 2019 à 2024.
Elle est conseillère municipale de la circonscription de Meads au conseil de l'arrondissement d'Eastbourne de 2012 à 2015 et vice-présidente de l'opposition, avec le portefeuille fictif de la communauté et du logement,. Au cours de ses deux premières années à la Chambre des communes, elle joue un rôle influent dans la lutte contre l'immigration au nom de certains électeurs et contre le revenge porn,,,.

## Biographie
De 1994 à 2005, Caroline Ansell enseigne dans l’école privée, aujourd’hui fermée, Newlands School à Seaford, puis à Great Walstead School à Haywards Heath de 2005 à 2007. En 2018, elle travaille à la Cavendish School à Eastbourne.
Elle est inspectrice d’écoles indépendantes (ISI) depuis 2003.
En 2015, elle réalise sa dernière inspection puis se présente aux élections générales britanniques de 2015 pour la circonscription d’Eastbourne face au candidat sortant Stephen Lloyd. Elle remporte l’élection et devient ainsi députée de la circonscription,. Elle se présente de nouveau en 2017, mais perd l’élection en faveur de Stephen Lloyd. Elle est réélue de 2019 à 2024.